# Боливийская социалистическая фаланга
Боливийская социалистическая фаланга (исп. Falange Socialista Boliviana; FSB) — крайне-правая политическая партия Боливии, основанная в 1937 году в Сантьяго (Чили). Несмотря на название, которое звучит в левом стиле, это ультраправая партия, вдохновлённая фашизмом. В период с 1954 по 1974 годы была вторая по величине партия в Боливии. Её сторонники склонялись к одобрению правительством военной кандидатуры генерала Хуана Переды (1978) и, особенно, к партии Националистическое демократическое действие бывшего диктатора Уго Бансера.

## История

### Образование и ранний этап
Основанная в Чили группой изгнанников, главным среди которых был Оскар Энзага де ла Вега, Боливийская социалистическая фаланга (БСФ) первоначально была вдохновлена испанским фалангизмом. В ранние годы БЦФ была близка к поддержке фашистской программы Франсиско Франко в Испании и Бенито Муссолини в Италии. Однако она была реформистским движением, поскольку выступала за серьёзные преобразования существующего (в основном олигархического) социального и политического строя Боливии. Это перенесло партийную идеологию в сторону других «революционных» движений, таких как Националистическое революционное движение (НРД) Виктора Паса Эстенссоро, которое пришло к власти после революции 1952 года. Фактически, БСФ сначала присоединилась к коалиции НРД в начале массового восстания, но в последний момент отступила.
Поначалу малозначимое движение в 1940-х годах, Фаланга начала получать большую поддержку со стороны бывших землевладельцев и других членов боливийской элиты после триумфа революции 1952 года, став главной оппозицией правящего НРД. Растущая популярность БСФ совпала, в частности, с периодом высокой инфляции в стране при президенте Эрнане Силесе Суасо (1952—1956), и к БСФ присоединилось много состоятельных студентов университетов. Движение было основано на партийных ячейках и поэтому стало сильнее в некоторых департаментах, таких как Ла-Пас и Санта-Крус, в то время как попытки привлечь на свою сторону крестьянство в Кочабамбе оказались не только бесплодными, но и нанесли ущерб росту партии.
Помимо политической деятельности, Боливийская социалистическая фаланга также участвовала в нескольких мелких восстаниях против правительства, кульминацией которых стало восстание в апреле 1959 года, во время которого Фаланга какое-то время удерживала часть столицы Ла-Пас. Выступление было подавлено армией, пятьдесят человек погибли в боях, в том числе лидер партии Унсага, смерть которого была официально признана самоубийством.

### Идеология
Идеология партии эволюционировала от приверженности испанскому фалангизму к более умеренной форме этатизма. Возможно, вдохновлённая усилиями правящего Националистического революционного движения по увековечиванию своей власти в духе Институционно-революционной партии в Мексике, БСФ тоже стремилась к созданию сильного однопартийного государства, в котором армия и церковь выступали бы двумя великими столпами боливийского общества. В 1950-х годах Фаланга заняла решительную антикоммунистическую позицию и её лидеры особенно критиковали кубинского Фиделя Кастро. Вместе с тем, однако, БСФ позиционировала себя националистической и антиимпериалистической партией. В 1950-х годах она также стремилась подчеркнуть сильную римско-католическую идентичность.
Военный преступник нацистской Германии Клаус Барби поселился в Ла-Пасе в 1951 году и вскоре после этого стал свидетелем марша БСФ. Барби утверждал, что вид боевиков в форме с повязками на рукавах, отдающих римское приветствие, заставил его почувствовать себя как дома. Вскоре он разыскал ведущих членов партии и сблизился с ними.

### Выборы 1950-х годов
На президентских выборах 1951 года БСФ поддержала кандидатуру героя войны генерала Бернардино Бильбао Риоху. Бильбао получил на выборах 11 % голосов. На этих выборах оппозиционные партии, такие как НРД и БСФ, получили объединённое большинство, но кандидату от НРД Виктору Пасу Эстенссоро не удалось вступить в должность президента из-за военного вмешательства от имени олигархии, что привело к революции 1952 года. После краха традиционных партий Боливии БСФ оказалась ведущей оппозиционной силой в стране. Оскар Онсага оставался лидером партии и возглавил избирательный список БСФ на выборах 1956 года. Он набрал 15 % голосов на выборах, которые многие сочли подозрительными из-за массивной государственной поддержки одобренного правительством кандидата Эрнана Силеса Суасо. БСФ потеряла влияние после убийства Онсаги в 1959 году. В этот момент партия была сильно подавлена политически, и новые партии начали привлекать партийный электорат. В результате доля голосов партии упала до 8 % на выборах 1960 года.

### Последующее развитие и упадок
После смерти Унсаги БСФ перешла под руководство Марио Гутьерреса, кандидата в президенты от партии на выборах 1960 года. После возвращения военных к власти после государственного переворота 1964 года правительственное Националистическое революционное движение подверглось репрессиям, а влияние БСФ снова начало расти. Фаланга стремилась вступить в союз с зарождающейся христианско-демократической тенденцией и сосредоточила своё внимание на организационной деятельности в департаменте Санта-Крус. В качестве члена христианско-демократического сообщества она поддержало кандидатуру генерала Бернардино Бильбао Риохи на президентских выборах 1966 года, но Рене Баррьентос из правящего Фронта боливийской революции легко победил. После роспуска Конгресса в 1969 году БСФ погрузилась во внутрипартийную борьбу и в 1970 году от партии отделилась Левая боливийская социалистическая фаланга.
В Боливии не было выборов до конца 1970-х годов. Под руководством Марио Гутьерреса БСФ поддержала (как и НРД) военный переворот 1971 года, приведший к власти генерала Уго Бансера. Гутьеррес много лет служил Бансеру на посту министра иностранных дел. На этом этапе БСФ несколько поменяла свою позицию, став в большей степени провоенной консервативной партией. Однако в 1974 году партия была исключена из правительства, когда Бансер решил установить чисто военный режим без политических партий. БСФ, которая выступала против переворота Бансера, была подавлена новым правительством.
Ряды ФСБ поредели, когда различные фракции отделились от нее после диктатуры Бансера и избирательных потрясений 1978—1980 годов. Карлос Вальверде Барбери в конечном итоге стал лидером и был кандидатом в президенты на выборах 1980 года, но результаты были плачевными. Межфракционная борьба преследовала движение, и большая часть партии была поглощена консервативным движением Националистическое демократическое действие, основанным Бансером. Ослабленная БСФ снова стала использовать более левую риторику как оппозиционная партия, но она была исключена из Конгресса на выборах 1989 года и не получила мест на выборах 1993 года.
После этого Фаланга время от времени возвращалась в политику: в 2002 году партия поддержала совместную кандидатуру на пост президента от Солидарность Гражданское Единство Джонни Фернандеса, который получил лишь 5,5 %. На президентских выборах 2014 года партия поддержала кандидатуру Хорхе Кироги от Христианско-демократической партии, который в результате получил 9,04 % голосов.